# Хранитель душ
«Хранитель душ» (англ. Soulkeeper) — американський фантастичний фільм 2001 року.

## Сюжет
Двоє дрібних злодюжок-невдах проникають в потаємну гробницю і викрадають звідти старовинний артефакт. Вони подумали, що вперше в житті їм поталанило. Друзі і не підозрювали, що викрадена ними древня реліквія виявиться містичним «Каменем Лазаря», здатним повертати в світ злі душі і збирати навколо себе демонічні сили. На свободу вирвався цілий легіон кровожерливих вогнедишних монстрів, і тільки таємничий Темний ангел може загнати їх назад у пекло і тим самим врятувати людство.

## У ролях
- Родні Роуленд — Корі Махоні
- Кевін Патрік Воллс — Терренс Крістіан
- Роберт Даві — Майлліон
- Томмі Лістер — Чад
- Бред Дуріф — містер Паскаль
- Карен Блек — Марта
- Дебора Гібсон — грає саму себе
- Елі Ландрі — Руді
- Джек Доннер — Смокі
- Кіт Куган — екскурсовод
- Ті Тредуей — чоловік повія
- Вільям Бассетт — старий
- Сем Скарбер — бармен
- Ед Тротта — Саймон Магус
- Шеріл Кеннард — Блондинка у Саймона
- Фіона МакГрегор — брюнетка з Саймоном
- Бренді Шервуд — брюнетка
- Джеймі Бергман — блондинка
- Стеффіана Де Ла Круз — блакитноока дівчина
- Брайан Дріллінжер — слуга Магуса
- Дерен Абрам — зомбі
- Говард Бергер — демон
- Вінсент Беррі — Фредерік Фінч
- Сінді Дей — зеленоока дівчина
- Лоуелл Дін — злий солдат
- Грегорі Дуглас — охоронець
- Боб Дрювінг — п'яний солдат
- Енді Тесес — Аліса
- Деніел Ферн — старий швейцар
- Веб Фінгорс — клерк
- Філ Форман — сторож
- Ілля Гороветскі — звір
- Джиммі Холл — громіздкий швейцар
- Корі Хейес — молодий священик
- Джефф Холман — клієнт / Джон
- Едріенн Айронсайд — жінка екскурсовод
- Сандра Елліс Лефферті — мама Терренса
- Пет Скелтон — поліцейський
- Білл Смайлі — старий священик
- Карл Страно — Головний бедуїнів
- Адріан Ватскі — звір
- Медоу Вільямс — дівчина
- Майкл Айронсайд — голос містер М
- Чарлі Райс — офіцер Беннет